# فاز G2

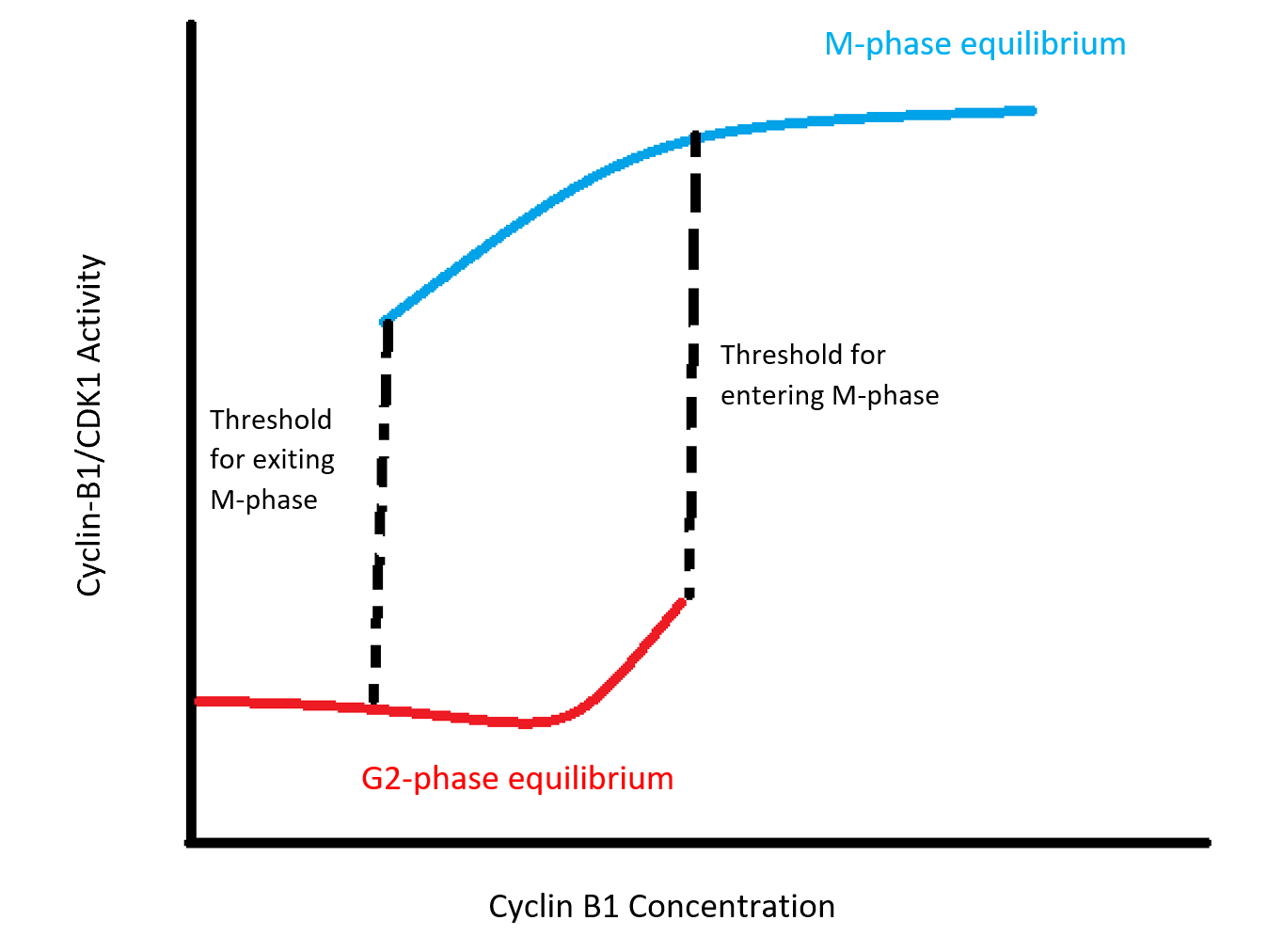
تصویر

گام دوم رشد (G2) یکی از مرحله‌های چرخهٔ یاخته‌ای در طی میان‌چهر (اینترفاز یا فاز میانی) می‌باشد. گام دوم رشد پس از فاز S (یکی از مراحل اینترفاز) و پیش از میتوز (فاز M) رخ می‌دهد.
در این مرحله تمهیدات لازم برای تقسیم هسته مانند تولید پروتئین های خاص برای ایجاد کروموزوم هایی که باید آماده ی تقسیم شوند فراهم می‌شود (در پایان G2 کروموزوم ها فشردگی مضاعف دارند) و همانندسازی میتوکندری و دیگر اندامک‌ها صورت می‌گیرد.این مرحله بسیار سریع {در حدود ۴ تا ۵ ساعت (چرخه سلولی در یک سلول معمولی انسان در حدود 24 ساعت طول میکشد)} می‌باشد و از مراحل قبل اینترفاز کوتاه تر است. در پایان، یاخته پیش از وارد شدن به میتوز، توسط یک نقطهٔ وارسی بازبینی می‌شود. این نقطهٔ وارسی بازرسی می‌کند که آیا یاخته اجازهٔ وارد شدن به میتوز را دارد یا نه. (میشود گفت این نقطه ها مکان های زمانی ای هستند که در طی تقسیم سلولی روند آن را چک میکنند ؛ سه نقطه ی وارسی اصلی داریم. گرچه تعداد بیشتری از اینها در طی تقسیم سلولی وجود دارد که هر کدام وظیفه ی متفاوتی در طی بازرسی روند تقسیم دارد.) این نقطهٔ وارسی از ورود یاخته با دی‌ان‌ای آسیب‌دیده به میتوز جلوگیری می‌کند و زمانی را فراهم می‌کند تا یاخته به ویرایش دی‌ان‌ای بپردازد.
این نقطهٔ وارسی به دلیل اینکه از انتقال جهش در دی‌ان‌ای یاخته به یاخته‌های دختری جلوگیری می‌کند در پژوهش‌های انجام‌شده بر روی سرطان بسیار مورد توجه می‌باشد.